# Lionel Casson
Pour les articles homonymes, voir Casson (homonymie).
Lionel Casson (ou Lionel I. Cohen), né le 22 juillet 1914 et mort le 18 juillet 2009, est un professeur de lettres classiques à l'université de New York, et spécialiste de l'histoire maritime.
En 2005, il reçoit la médaille d'or de l'Institut archéologique américain.

## Biographie

### Jeunesse, études et armée
Lionel I. Cohen naît le 22 juillet 1914 à Brooklyn, et change ensuite son nom de famille en « Casson ». Adolescent, il possède un voilier qu'il utilise sur le Long Island Sound. Il fréquente l'université de New York pour toutes ses études universitaires, y obtenant un Bachelor of Arts en 1934, puis une maîtrise en 1936 et enfin son doctorat en 1939.
Il intègre la marine américaine comme instructeur. Il sert comme officier de la marine américaine pendant la Seconde Guerre mondiale comme responsable de l'interrogatoire des prisonniers de guerre.

### Carrière

Hypothèse de restitution du système d'abordage romain appelé corvus lors de la première guerre punique par Lionel Casson.

Après avoir terminé son service militaire, Lionel Casson retourne à l'université de New York, où il devient professeur de lettres classiques de 1961 à 1979. Il est l'auteur de vingt-trois livres sur l'histoire maritime et la littérature classique. Pendant sa carrière, il utilise des documents anciens allant des discours de Démosthène, des œuvres de Thucydide, des manifestes de cargaison ainsi qu'aux études archéologiques d'anciennes épaves et au contenu des amphores qu'elles transportent pour développer un cadre concernant la construction navale, les routes commerciales maritimes et la guerre navale dans le monde antique.
En 2005, il reçoit la médaille d'or de l'Institut archéologique américain,. Lors du discours lors de la remise de la médaille, Lionel Casson rappelle une visite dans le sud de la France en 1953 lorsqu'il a l'occasion de rendre visite à Jacques-Yves Cousteau, qui effectue une enquête sur une ancienne épave. Une fois qu'il visite l'entrepôt avec les centaines d'amphores qui ont ramenées à la surface, il déclare qu'il a immédiatement su qu'il « était au début d'une source d'informations totalement nouvelle sur les questions maritimes anciennes et j'ai décidé sur-le-champ de l'exploiter » et intègre ce nouveau trésor de données avec les informations qu'il a pu rassembler à partir d'écrits anciens.
Son livre, écrit en 1959, The Ancient Mariners: Seafarers and Sea Fighters of the Mediterranean in Ancient Times raconte comment les civilisations situées le long de la Mer Méditerranée commencent par faire voyager leurs navires le long de la côte, puis avancent en effectuant des voyages à travers la mer, loin de la vue du rivage. Le commerce et les expéditions militaires entraînent des voyages dans des endroits aussi éloignés que l'Inde avec des embarcations plus spécialisées conçues pour transformer à l'origine les bateaux à fond plat en navires tels que la trirème propulsée par des centaines de rameurs à une vitesse de 7 nœuds produites par 170 rames. Illustrated History of Ships and Boats, publié par Doubleday en 1964, fournit une histoire des bateaux issus de l'artisanat ancien sculpté dans du bois ou fabriqué à partir de peaux d'animaux jusqu'aux sous-marins nucléaires les plus modernes pour l'époque.
Yale University Press publie le livre Libraries in the Ancient World en 2001 qui utilise des références dans des ouvrages anciens et des preuves archéologiques au Moyen-Orient et dans le monde gréco-romain pour suivre le développement de l'écriture, la création des premiers livres et le processus de copies à la main et enfin en les assemblant dans des bibliothèques. Dans ce livre, Lionel Casson place Homère au sommet d'une liste d'auteurs les plus populaires, « avec l'Iliade préférée à l'Odyssée » sur sa liste de best-sellers. Il documente les transitions des tablettes d'argile au papyrus et aux rouleaux de parchemin, ainsi que le développement du codex en tant que précurseur du livre moderne. Lionel Casson rejette la sagesse acceptée selon laquelle la bibliothèque d'Alexandrie est détruite en 48 av. J.-C. et soutient que les preuves montrent qu'elle continue d'exister jusqu'en 270 sous le règne de l'empereur romain Aurélien.
Il est membre du club littéraire, entièrement masculin, les Trap Door Spiders (en).
Lionel Casson meurt d'une pneumonie à Manhattan à l'âge de 94 ans le 18 juillet 2009.

### Vie privée
Il est marié à Julia Michelman, il a deux filles et deux petits-enfants.

## Publications

### Ouvrages
- (en) avec Ernest L. Hettich (en) (préf. H. Dunscombe Colt), Excavations at Nessana, vol. 2 : Literary papyri, Princeton, The University press, 1950, 175 p..
- (en) The Ancient Mariners : Seafarers and Sea Fighters of the Mediterranean in Ancient Times [« Les Marins de l'antiquité, explorateurs et combattants sur la Méditerranée d'autrefois[9] »]  (trad. Lilly Ghali-Kahil), Victor Gollancz, 1959.
- (en) Masters of Ancient Comedy, The MacMillan Co, 1960.
- (en) Selected Satires of Lucian, Casson, 1962.
- (en) Illustrated History of Ships & Boats, Doubleday & Company, Inc, 1964.
- (en) Ancient Egypt [« L'Égypte ancienne »]  (trad. Pierre Germa), Littlehampton Book Services Ltd, 1967, 192 p. (ISBN 0900658304).
- (en) The Horizon Book of Daily Life in Ancient Rome, Simon & Schuster, 1975 (ISBN 0-07-010216-3).
- (en) Mysteries of the Past, American Heritage Publishing Co, 1977.
- (en) Masters of Ancient Comedy : Selections from Aristophanes, Menander, Plautus, Terence, Funk & Wagnalls Co, 1980 (ISBN 0-308-60016-9).
- (en) The Greek conquerors [« Les Conquérants grecs »]  (trad. Françoise Hamel-Vigié), Brand Stonehenge Press, 1981, 176 p. (ISBN 0867060018).
- (en) Barbarian kings [« Les Chefs barbares »]  (trad. Eudes de Saint-Simon), Stonehenge Press, 1982, 176 p. (ISBN 086706045X).
- (en) The Pharaons [« Les Pharaons »]  (trad. Nathalie Godard), Select Books, 1982, 176 p. (ISBN 0705410021).
- (en) Great Ages of Man : Ancient Egypt, Random House Value Publishing, 1983 (ISBN 0-517-41233-0).
- (en) Ancient trade and society, Detroit, Wayne state university press, 1984, 284 p. (ISBN 0-8143-1740-5).
- (en) The Periplus Maris Erythraei [« Le Périple de la mer Érythrée »], Princeton, Princeton university press, 1989, 320 p. (ISBN 0-691-04060-5).
- (en) The Ancient Mariners, Princeton University Press, 1991, 2e éd., 246 p. (ISBN 0-691-01477-9)[10].
- (en) Travel in the Ancient World, Londres, The Johns Hopkins University Press, 1994, 2e éd. (1re éd. 1974), 391 p. (ISBN 0-8018-4808-3).
- (en) Ships and Seafaring in Ancient Times, Londres, British Museum, 1994, 160 p. (ISBN 0-7141-1735-8).
- (en) Ships and Seamanship in the Ancient World, The Johns Hopkins University Press, 1995 (ISBN 0-8018-5130-0).
- (en) Everyday Life in Ancient Rome, Londres, The Johns Hopkins University Press, 1998, 170 p. (ISBN 0-8018-5992-1).
- (en) Everyday Life in Ancient Egypt, The Johns Hopkins University Press, 2001 (ISBN 0-8018-6601-4).
- (en) Libraries in the Ancient World, New Haven/Londres, Yale University Press, 2001, 177 p. (ISBN 0-300-08809-4)[11].

### Articles
- (en) « Reviewed Work : Fouilles sous-marines : L'Épave du Grand-Congloué à Marseille by Fernand Benoit », American Journal of Archaeology, Chicago, University of Chicago Press, vol. 66, no 4,‎ 1962, p. 432-433 (JSTOR 502050).
- (en) « Bronze Age ships. The evidence of the Thera wall paintings », The International Journal of Nautical Archaeology and Underwater Exploration, no 4.1,‎ 1975 (ISSN 0305-7445)
- (en) « Periplus Maris Erythraei: Notes on the Text », The Journal of Hellenic Studies, vol. 102,‎ 1982, p. 204-206 (JSTOR 631139).
- (en) « New Evidence for Greek Merchantmen », International Journal of Nautical Archaeology, no 25,‎ 1996, p. 262-264.